# Буфеев, Константин Валентинович
Константи́н Валенти́нович Буфе́ев (род. 15 марта 1961, Москва) — священник Русской православной церкви, протоиерей, настоятель храма Успения Пресвятой Богородицы в Архангельском-Тюрикове. По образованию инженер-геолог, кандидат геолого-минералогических наук (1999). Руководитель миссионерско-просветительского центра «Шестодневъ», созданного по благословению Патриарха Московского и всея Руси Алексия II.
Религиозный публицист и писатель фундаменталистского направления, критик новшеств в церковной жизни. Сторонник младоземельного креационизма.

## Биография
Родился 15 марта 1961 года в Москве. 
В 1977 году окончил Московскую физико-математическую школу.  
В августе 1980 года был крещён в православие в храме Воскресения Словущего на Успенском Вражке.
В 1983 году окончил с отличием Московский геологоразведочный институт имени Серго Орджоникидзе по специальности «Гидрогеология и инженерная геология».
С 1983 по 1989 год — инженер-геолог во Всесоюзном научно-исследовательском институте гидрогеологии и инженерной геологии.
В 1988 году стал членом общины священника Георгия Кочеткова. Проходил курс оглашения, был членом «6-й семьи», стал катехизатором в Высшей православно-христианской школе (ныне — Свято-Филаретовский институт). В августе 1988 года крестился в православие в храме Воскресения Словущего на Успенском Вражке.
С 1989 года — старший инженер и ведущий инженер в Производственном и научно-исследовательском институте по инженерным изысканиям в строительстве, где учился в аспирантуре.
С 1990 года — алтарник в храме во имя Живоначальной Троицы в Каменке города Электроугли, с июня 1991 года — псаломщик в московском храме Рождества Пресвятой Богородицы на Рождественке. В 1992 году прекратил отношения с общиной священника Георгия Кочеткова, а позднее выступил с резкой критикой «ереси кочетковщины».
8 марта 1992 года патриархом Московским и всея Руси Алексием II в Богоявленском Елоховском соборе был рукоположен в сан диакона. 15 марта 1992 года назначен чтецом-диаконом Крестовоздвиженского храма в Алтуфьеве города Москвы. 3 мая 1992 года патриархом Алексием II был рукоположен во священника. 9 мая 1992 года назначен исполняющим обязанности настоятеля вновь открытого Успенского храма в Архангельском-Тюрикове.
В 1998 году окончил Московскую духовную семинарию.
28 октября 1999 года защитил диссертацию «Определение прочностных сдвиговых и фрикционных свойств грунтов», получив степень кандидата геолого-минералогических наук по специальности «Инженерная геология, мерзлотоведение и грунтоведение».
12 октября 2000 года по благословению патриарха Московского и всея Руси Алексия II основал и возглавил миссионерско-просветительский центр «Шестодневъ», целью деятельности которого заявлено «свидетельство неповреждённого святоотеческого учения о творении Богом мира, жизни и человека», в особенности — полемика с богословским и научным эволюционизмом. Под эгидой центра были организованы регулярные конференции по креационизму и налажен выпуск сборников статей, среди которых есть публикации российских и зарубежных учёных. В начале 2010-х годов деятельность центра существенно затормозилась, что наблюдатели связывают с изменившейся политикой священноначалия Русской православной церкви в отношении креационизма.
С 2000 по 2011 год преподавал Ветхий Завет и литургику в Николо-Угрешской духовной семинарии. В 2005 году избран академиком Международной академии наук (МАН). С 2005 по 2009 год являлся председателем секции «Православное осмысление творения мiра и современная наука» на Международных рождественских образовательных чтениях в Москве.
25 марта 2007 года патриархом Алексием II возведён в сан протоиерея. 6 июля 2010 года утверждён в должности настоятеля Успенского храма в Архангельском-Тюрикове. Организовал на приходе работу с молодёжью, помощь многодетным семьям, детям-сиротам, окормление пациентов больниц и заключённых.

## Взгляды
В церковной публицистике стоит на фундаменталистских позициях: выступает против любого употребления русского языка в богослужении, служения литургии с открытыми Царскими вратами, гласного чтения тайных молитв, общенародного пения за богослужением, служения пассии, литургии апостола Иакова, крещальных и миссионерских литургий, называя подобные моменты проявлениями обновленчества. Поддерживает возвращение юлианского календаря в гражданской жизни в России.
Придерживается младоземельно-креационистских взглядов, считая недопустимым для православного христианина какой бы то ни было компромисс с эволюционизмом. Участвовал в дебатах с учёными-биологами (Сергеем Мамонтовым, Александром Марковым, Кириллом Еськовым, Николаем Борисовым, Станиславом Дробышевским), популяризаторами науки и с другими священниками, где категорически отвергал эволюционное учение.
По утверждению Константина Буфеева, «дарвинизм — еретическое учение, насаждённое дьяволом». В работе «Ересь эволюционизма» Буфеев писал: «Креационисты пытаются примирить веру и науку путём пересмотра научных гипотез и осмысления экспериментальных фактов таким образом, чтобы они не противоречили Божественному Откровению». В связи с этим он цитирует Феофана Затворника: «Истинной и настоящей теорией может быть только та, которая согласна с христианскими истинами». Примирить науку и православное вероучение по Буфееву необходимо следующим образом: «Надо признать, что нет ни одного факта, доказывающего эволюцию, ни в мире биологическом… ни в эволюции слоёв земной коры, ни в эволюции звёздных систем». По словам Буфеева, доказательством эволюции могло бы стать одного вида в другой, происходящее на глазах: «…превращение одного вида в другой, например: рыбы выметали икру, а из неё вылупились лягушки. Взять муху-дрозофилу, облучить её и увидеть, что она перестала быть мухой, а стала слоном или стрекозой». На вопрос биолога Н. М. Борисова о креационистском учебнике биологии Сергей Вертьянова «Как же Вы можете рекламировать такой безграмотный учебник, как „Общая биология“ Вертьянова?», Константин Буфеев ответил: «Все эти ошибки — это мелочи, блохи. Главное — православное отношение к предмету».
Постоянный автор журнала «Благодатный огонь» и портала «Русская народная линия».

## Политическая деятельность
В 1996 году участвовал в агитационной компании на выборах президента России, опубликовав в газете «Правда» статью «Девять доводов к вопросу, почему православному христианину следует голосовать за коммуниста Зюганова».
11 мая 1998 года принял участие в молитвенном стоянии против законопроекта «Об ограничении оборота продукции, услуг и зрелищных мероприятий сексуального характера».

## Положительные отзывы
Экономист, публицист и конспиролог В. Ю. Катасонов считает критику теистического эволюционизма, основанную на Священном Писании, христианской догматике, утвержденной решениями вселенских соборов и творениями святых отцов, священников Даниила Сысоева, Константина Буфеева и Серафима (Роуза) наиболее полной и последовательной. Катасонов пишет о том, что Константин Буфеев в своих сочинениях привёл высказываний более чем пятидесяти святых отцов Церкви, отрицающих эволюционный креационизм.

## Критика
Журналист Александр Соколов упрекнул протоиерея Константина Буфеева в незнании «азов» палеонтологии и стратиграфии, а позднее включил его высказывание в число примеров высказываний лжеучёных.
Биолог С. Г. Мамонтов предположил, что взгляды протоиерея Константина Буфеева на происхождение жизни на Земле разделяют многие священнослужители Русской православной церкви, включая патриарха Алексия II. Мамонтов приводит Буфеева в качестве примера, отмечая: «Сторонники концепции креационизма производят удручающее впечатление примитивностью своих аргументов и девственной неосведомлённостью в предмете, который они обсуждают. В таких условиях научная, да и просто продуктивная дискуссия с ними становится невозможной». Критикуя утверждение Буфеева, что доказательством эволюции должно быть мгновенное превращение одного вида в любой другой, Мамонтов писал: «Представление о всеобщей трансформации — кого угодно во всё, что угодно, — противоречит законам природы и никакого отношения к теории развития органического мира не имеет». По мнению Мамонтова, «отец Константин (геолог по образованию) не знает о существовании абсолютной шкалы геологического времени, охватывающего период 4,6 млрд лет». «Слова отца Константина „геологи никогда не имели отношения ни к какой хронологии“, произнесенные спокойным и уверенным тоном, имеют целью ввести телезрителей в заблуждение». Буфеев поддерживает идею об отсутствии смерти и тления в первозданном мире, каким он был до грехопадения Адама. Также Константин Буфеев настаивает на буквальном понимании библейских строк и учения святых отцов, вслед за Эмпедоклом учившие, что основными элементами природы являются стихии — огонь, воздух, вода и земля.
Кафедра библеистики Московской духовной академии в рецензии на книгу отца Константина «Православное учение о Сотворении и теория эволюции», подчеркнув её положительные стороны, отметила, что автор «допускает ряд серьезных методологических просчетов, сводящих на нет апологию православного учения о творении в современном мире». По словам авторов рецензии, «некомпетентность подавляющего большинства декларированных в книге протоиерея Константина утверждений, в том числе об отсутствии переходных форм жизни, также детально проанализирована» в многочисленных научных работах.
Биолог Н. М. Борисов, комментируя дебаты протоиерея Константина Буфеева с биологом Станиславом Дробышевским, обвинил первого в использовании риторического приёма галоп Гиша, а также в намеренном выборе той интерпретации научных данных, которая ему выгодна, а не той, которая соответствует истине.
Декан факультета церковных художеств Православного Свято-Тихоновского гуманитарного университета протоиерей Александр Салтыков в рецензии на книгу «Православное учение о Сотворении и модернистское богословие» упрекнул отца Константина в оскорблении оппонентов и грубости по отношению к ним. По его мнению, автор «излагает свои рассуждения вполне наукообразным языком, приучая читателя к современным нормам общения: нечто абсолютно несообразное укладывается в солидную, квазиакадемическую упаковку, так что читатель должен думать, что все так и должно быть». Стиль автора рецензент характеризует как «многочисленные придирки» и «малопоследовательную гиперкритику», а его образ мыслей — как «крайний фундаментализм», который никогда не получит поддержки и продолжения в Русской церкви. Сам Буфеев ответил на критику в заметке «Крайности эволюционизма. Странные рассуждения о науке и вере в одной статье на сайте „Богослов.ру“», опубликованной на сайте центра «Шестодневъ».
Филолог В. П. Даниленко полагает, что антиэволюционизм протоиерея Константина Буфеева и его единомышленников поучителен своим примитивизмом.

## Семья
Отец — Валентин Алексеевич Буфеев, доктор технических наук, профессор кафедры физики Московского государственного вечернего металлургического института.
Жена — Наталья. В семье шестеро детей.

## Награды
- Медаль «В память 850-летия Москвы» (1997)
- Медаль Святого благоверного князя Даниила Московского Русской православной церкви (2006)
- Орден Преподобного Сергия Радонежского III степени Русской православной церкви (2011)

Богослужебно-иерархические награды
- Набедренник (1997)
- Камилавка (2000)
- Золотой наперсный крест (2002)
- Сан протоиерея (2007)
- Палица (2012)

## Сочинения
- Определение прочностных сдвиговых и фрикционных свойств грунтов : диссертация … кандидата геолого-минералогических наук : 04.00.07. — Москва, 1999. — 126 с. : ил.
- Определение прочностных сдвиговых и фрикционных свойств грунтов : автореферат дис. … кандидата геолого-минералогических наук : 04.00.07. — Москва, 1999. — 20 с.

- Православное вероучение и теория эволюции. В защиту святоотеческого учения о сотворении мiра, жизни и человека. — СПб. : О-во святителя Василия Великого, 2003. — 494 с. — ISBN 5-87468-207-4 (в пер.)
- Животные рядом со святыми / авт.-сост. протоиерей Константин Буфеев. — Москва : Миссионерско-Просветительский Центр «Шестодневъ», 2012. — 307 с. — ISBN 978-5-902884-08-8
- Внешнее трение и его закономерности : [монография] / В. А. Буфеев, К. В. Буфеев. — Москва : URSS, 2014. — 318 с. — ISBN 978-5-9710-0943-6
- Православное учение о Сотворении и теория эволюции. — Москва : Русский издательский центр им. святого Василия Великого, 2018. — 348 с. — Тираж: 5000. — ISBN 978-5-4249-0059-3
- Православное учение о Сотворении и классики эволюционизма. — Москва : Русский издательский центр им. святого Василия Великого, 2018. — 336 с. — Тираж: 5000. — ISBN 978-5-4249-0060-7
- Православное учение о Сотворении и модернистское богословие. — Москва : Русский издательский центр им. святого Василия Великого, 2019. — 608 с. — Тираж: 5000. — ISBN 978-5-4249-0061-5

- Ересь эволюционизма // Шестоднев против эволюции : В защиту святоотеческого учения о творении : Пособие для учителей и учащихся. Редактор сборника — священник Даниил Сысоев. - Москва : Паломникъ, 2000. - 303 с. : ил.; 21 см.; ISBN 5-87468-045-4
- Андрей Кураев: «православный хам» или хамоватый еретик?
- О возрождении манихейской ереси в эволюционистском богословии протоиерея Александра Меня
- О научно-богословской полемике под эгидами А. К. Толстого и А. С. Пушкина на сайте «Богослов.ру»
- Почему Бог выбрал человека, а диавол — обезьяну
- Крайности эволюционизма.
- Странные рассуждения о науке и вере в одной статье на сайте «Богослов.ру»
- В Церкви активизировался вирус обновленчества
- Порядки старые не новы.
- К дискуссии о проекте Межсоборного Присутствия «О подготовке ко Святому Причащению».
- Извержение из сана свящ. Феодора Людоговского
- Ересь кочетковщины
- О недопустимости русификации богослужения
- Против новой практики причастия — Телом Христовым и вином
- Патриарх Сергий, обновленчество и несостоявшаяся реформация Русской Церкви XX века
- О целесообразности возвращения России к старому календарному стилю
- Повеждь Церкви. О духовной деятельности одного «православного братства»
- О неканоничности служения литургии апостола Иакова в Русской Церкви
- О святом мученике Уаре и церковной молитве за неправославных
- Воздыхание о «миссионерской литургии»
- О мерзости запустения на святом месте
- Доктор Десницкий предпринял попытку изгнания диавола из Священного Писания
- К дискуссии о служении пассий
- Аще изволит настоятель… (Ответ на новогоднее письмо протоиерея Леонида Калинина)
- Шестоднев в контексте Священного Предания.
- О докладе протоиерея Леонида Грилихеса
- Несколько доводов против русификации богослужения
- Благодатный Огонь и саддукейская ересь
- Выступление прот. Константина Буфеева на конференции «Православное учение об антихристе и признаки его приближения» 17 мая 2015 г. (ВИДЕО)
- Рецензия кафедры Библеистики Московской Духовной Академии на книгу прот. К. Буфеева «Православное учение о творении и теория эволюции» с комментариями автора
- Гони благо!
- Отзыв на «Проект методического пособия по оглашению для приходов г. Москвы»
- Размышления о «Крещальной Литургии»
- Отец Александр Мень: сказочник или сочинитель апокрифов?
- Об эволюционистском богословии Тейяра де Шардена и протоиерея Александра Меня
- Настало время установить праздник обретения мощей Святителя Тихона
- «Шестодневъ» против эволюционизма. Интервью со священником Константином Буфеевым
- О триединстве эволюционизма, гуманизма и экуменизма
- Об антиправославном устроении в братстве священника Георгия Кочеткова
- Может ли православный не быть креационистом?
- Ересь ли кочетковщина?
- Эволюция в Православии
- О духовном содержании дарвинизма